# 1949 у футболі
Нижче наведені футбольні події 1949 року у всьому світі.

## Засновані клуби
- Задар (Хорватія)
- Тре Фйорі (Сан-Марино)

## Національні чемпіони
- Англія: Портсмут
- Аргентина: Расінг (Авельянеда)
- Ісландія: КР
- Парагвай: Гуарані (Асунсьйон)
- Туреччина: Анкарагюджю
- ФРН: Мангайм
- Шотландія: Рейнджерс